# Чаир (община)
Чаир (макед. Општина Чаир, алб. Komuna e Çairit) — община Северной Македонии. Муниципальная администрация состоит из совета и мэра. Старый город Скопье находится в городе Чаир. муниципалитет имеет преимущественно албанское население.

## География
Чаир расположен вдоль северного (левого) берега реки Вардар, напротив современного центра города. Он граничит с общиной Центр на юго-западе, общиной Карпош на западе, муниципалитетом Бутел на севере и общиной Гази-Баба на востоке.

## Население
Чаир имеет смешанное население, которое включает меньшинства цыган и турок, однако этот район связан с албанцами в Северной Македонии. В современную эпоху отношения между этническими группами в муниципалитете Чаир остаются нейтральными. Согласно последней национальной переписи населения 2002 года, в Чаире проживает 64 773 человека.
Этнический состав населения:
1. албанцы — 57,0 %;
2. македонцы — 24,1 %;
3. турки — 6,9 %;
4. цыгане — 4,8 %;
5. боснийцы — 4,6 %;
6. остальные — 2,6 %;